# Symphysia poasana
Symphysia poasana är en ljungväxtart som först beskrevs av John Donnell Smith, och fick sitt nu gällande namn av Kloet. Symphysia poasana ingår i släktet Symphysia och familjen ljungväxter. Inga underarter finns listade i Catalogue of Life.